# 许志猛
许志猛（1909年—1990年5月9日），曾用名许信、王全忠，福建晋江人，中华人民共和国政治人物。

## 生平
许志猛早年就读于厦门大学、上海群治大学。毕业后回乡任小学校长。1933年前往菲律宾从事教育工作，后担任菲律宾华侨文化界救亡协会执委、华侨抗日锄奸义勇军总指挥、洪门复兴委员会负责人、菲律宾中国洪门联合总会理事、菲律宾中国洪门致公党主席等职。1947年出任香港新民主主义建设促进会常委、调研部部长。中华人民共和国成立后许志猛回国，曾任福建省华侨事务委员会委员、福建省华侨服务总社副总经理、全国侨联服务部副部长、华侨旅行服务总社副总经理兼北京分社经理等职。1956年加入中国共产党。文化大革命结束后，于1978年调中国致公党中央，历任联络部部长，致公党中央委员、常委、副主席、名誉副主席。
他还是每三至五届全国政协委员，六届全国政协常委，七届全国政协常委、华侨委员会副主任。